# オレステ・ピッチョーニ
オレステ・ピッチョーニ（Oreste Piccioni, 1915年10月24日 - 2002年4月13日）はイタリアの物理学者。 素粒子分野の実験物理学者として、反陽子を発見などに貢献した。
シエーナに生まれた。1930年代にローマ大学でエンリコ・フェルミのもとで学び、1938年に学位を得た。フェルミらがイタリアを去った後もイタリアに残り、第2次大戦中もマルチェロ・コンベルシやエットーレ・パンチーニらと高校の地下実験室で研究を続けた。イタリアが降伏すると、ドイツ占領地から逃れようとしたが、拘束されしばらく収容所にいれられた。
1946年にアメリカに移り、マサチューセッツ工科大学で研究し、その後ブルックヘーブン国立研究所で働き、加速器の性能たかめるために功績があった。エミリオ・セグレとオーウェン・チェンバレンの反陽子の発見に重要な寄与をしたが、ピッキオーニは1959年のノーベル物理学賞の受賞者には加われなかった。
1960年、カリフォルニア大学サンディエゴ校に素粒子実験グループをつくり、1986年の引退までその分野で活動した。1999年イタリア科学アカデミーからマテウチ・メダルを受賞した。